# Kaisersdorf
Kaisersdorf (kroatiska: Kalištrof, ungerska: Császárfalu) är en ort och kommun i Österrike. Den ligger i distriktet Oberpullendorf i förbundslandet Burgenland, i den östra delen av landet, 70 km söder om huvudstaden Wien.